# Amel Tuka
Amel Tuka, né le 9 janvier 1991 à Kakanj, est un athlète bosnien spécialiste du 400 et du 800 m.

## Biographie
Il bat le record national du 800 m lors des Championnats d'Europe espoirs à Tampere pour remporter la médaille de bronze. L'année suivante, il améliore une nouvelle fois le record national du 800 m lors de la finale des Championnats d'Europe, soit 1 min 46 s 12. 

### 2015: éclosion
En juin, lors des Jeux européens de Bakou, il remporte l'épreuve du 800 m en 1 min 50 s 16 puis la médaille d'argent du relais 4 x 400 m (3 min 10 s 50).
Au mois de juillet, il bat trois fois son record. Le 1er juillet il court en 1 min 44 s 19 à Velenje et se qualifie pour les Jeux. Le 11 juillet il est vainqueur à Madrid en 1 min 43 s 84. Le 17 juillet, lors du Meeting Herculis de Monaco, Amel Tuka remporte à la surprise générale la course dans le temps de 1 min 42 s 51, meilleure performance mondiale de l'année et record national, devançant le vice-champion olympique Nigel Amos et le champion du monde en titre Mohammed Aman. 
Le mois suivant, lors des Championnats du monde de Pékin, le Bosnien remporte la médaille de bronze, sa première médaille internationale et la première pour la Bosnie-Herzégovine dans un championnat du monde. En 1 min 46 s 30, il est devancé par le Kenyan David Rudisha et le Polonais Adam Kszczot.
En fin d'année, il se classe troisième du classement général de la Ligue de diamant, notamment grâce à sa victoire à Monaco et à sa troisième place lors du Mémorial Van Damme de Bruxelles.
Le 5 août 2016, il est le porte-drapeau bosnien lors de la cérémonie d'ouverture des Jeux olympiques de 2016 à Rio.
Le 17 février 2018 à Istanbul, il remporte la médaille d'or des championnats des Balkans en salle sur 800 m en 1 min 49 s 49.
Il devient vice-champion du monde lors des championnats du monde 2019 à Doha en 1 min 43 s 99, le second meilleur chrono de sa carrière, derrière Donavan Brazier.

## Palmarès
| Date | Compétition                       | Lieu             | Résultat | Épreuve   | Temps         |
| ---- | --------------------------------- | ---------------- | -------- | --------- | ------------- |
| 2012 | Championnats des Balkans en salle | Eskisehir        | 1er      | 800 m     | 1 min 49 s 36 |
| 2013 | Championnats d'Europe par équipes | Banská Bystrica  | 3e       | 400 m     | 47 s 73       |
| 2013 | Championnats d'Europe par équipes | Banská Bystrica  | 1er      | 800 m     | 1 min 51 s 11 |
| 2013 | Championnats d'Europe espoirs     | Tampere          | 3e       | 800 m     | 1 min 46 s 29 |
| 2014 | Championnats d'Europe par équipes | Tbilisi          | 2e       | 800 m     | 1 min 49 s 81 |
| 2014 | Championnats des Balkans          | Pitești          | 3e       | 800 m     | 1 min 50 s 67 |
| 2014 | Championnats d'Europe             | Zurich           | 6e       | 800 m     | 1 min 46 s 12 |
| 2015 | Championnats des Balkans en salle | Istanbul         | 1er      | 800 m     | 1 min 48 s 86 |
| 2015 | Jeux européens                    | Bakou            | 1er      | 800 m     | 1 min 50 s 16 |
| 2015 | Jeux européens                    | Bakou            | 2e       | 4 x 400 m | 3 min 10 s 50 |
| 2015 | Championnats du monde             | Pékin            | 3e       | 800 m     | 1 min 46 s 30 |
| 2015 | Ligue de diamant                  | Ligue de diamant | 3e       | 800 m     | détails       |
| 2016 | Championnats des Balkans          | Pitesti          | 1er      | 800 m     | 1 min 47 s 69 |
| 2016 | Championnats des Balkans          | Pitesti          | 1er      | 4 x 400 m | 3 min 09 s 47 |
| 2016 | Championnats d'Europe             | Amsterdam        | 4e       | 800 m     | 1 min 45 s 74 |
| 2018 | Championnats des Balkans en salle | Istanbul         | 1er      | 800 m     | 1 min 49 s 49 |
| 2019 | Championnats d'Europe en salle    | Glasgow          | 6e       | 800 m     | 1 min 47 s 91 |
| 2019 | Ligue de diamant                  | Ligue de diamant | 6e       | 800 m     | 1 min 43 s 99 |
| 2019 | Championnats du monde             | Doha             | 2e       | 800 m     | 1 min 43 s 47 |
| 2021 | Championnats d'Europe en salle    | Toruń            | 5e       | 800 m     | 1 min 47 s 37 |
| 2021 | Jeux olympiques                   | Tokyo            | 6e       | 800 m     | 1 min 45 s 98 |

## Records
| Épreuve | Épreuve   | Temps              | Lieu     | Date            |
| ------- | --------- | ------------------ | -------- | --------------- |
| 400 m   | Plein air | 46 s 15            | Nembro   | 28 juin 2019    |
| 400 m   | En salle  | 47 s 14            | Belgrade | 21 février 2018 |
| 800 m   | Plein air | 1 min 42 s 51 (NR) | Monaco   | 17 juillet 2015 |
| 800 m   | En salle  | 1 min 46 s 33 (NR) | Gand     | 10 février 2018 |